# Die Wende

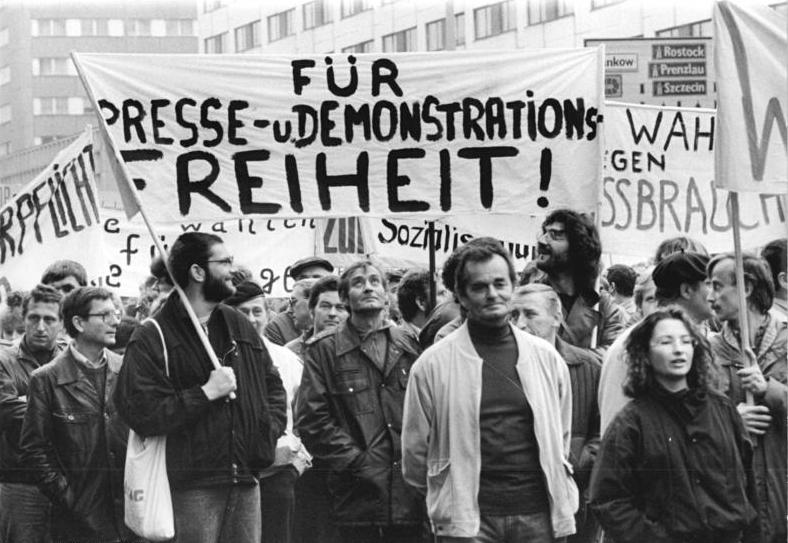
Biểu tình tại Đông Berlin vào ngày 4 tháng 11 năm 1989.

Die Wende (Bước ngoặt) là quá trình thay đổi xã hội và chính trị, nó ở trong bối cảnh sụp đổ của chế độ Cộng sản ở châu Âu, dẫn đầu bởi Đông Đức ở phần cuối của chế độ độc tài toàn trị của "Đảng thống nhất xã hội chủ nghĩa Đức"(SED) và quá trình chuyển đổi sang nền dân chủ nghị viện, làm cho nước Đức có thể tái thống nhất. Ngoài ra còn có sự phát động về một cuộc cách mạng hòa bình và sự thay đổi này là nhờ sự thành công của các sáng kiến, các cuộc biểu tình của đa số người dân trong GDR. Những ngày quan trọng nhất là giữa cuộc bầu cử thành phố tháng 5 vào năm 1989 và cuộc bầu cử tự do duy nhất tại Hạ viện GDR diễn ra vào tháng 3 năm 1990. Đông Đức sau đó trở thành một quốc gia tự do, dân chủ và nhân quyền; hai nước Đức được tái thống nhất một cách hòa bình vào ngày 3/10/1990.
Wende là một kết quả trực tiếp của chính sách theo đuổi của Tổng bí thư Mikhail Gorbachev ở Trung và Đông Âu, sau đó nó bị chi phối bởi Liên Xô, và được lấy cảm hứng từ phong trào cải cách ở nước Ba Lan, trong Hungary và Tiệp Khắc. Ngoài việc mở chính sách đối ngoại liên quan đến glasnost và perestroika, đó là những thiếu sót của nền kinh tế kế hoạch xã hội chủ nghĩa, khả năng cạnh tranh kinh tế thấp của nước với sự tiến bộ của toàn cầu hóa và nợ theo hình xoắn ốc của Ai đã làm mất ổn định chế độ độc tài toàn trị Cộng sản của nhóm SED.
Trong số các lực lượng ở trong xã hội ủng hộ quá trình cải cách là các nhà trí thức và tín hữu của các nhà thờ đã đấu tranh vì quyền dân sự và những người tập trung cho các sáng kiến phản đối đòi hỏi các cải cách, quyết định di cư, và số lượng ngày càng rõ ràng cho thấy sự bất mãn với chế độ SED, cũng như số lượng các cuộc biểu tình hòa bình ngày càng tăng của các công dân bình thường, những người tự do không còn sẵn sàng mang lại mối đe dọa ngày càng tăng từ các cuộc đụng độ với các phía lực lượng nhà nước và các cuộc đàn áp người dân.
Vì sự thù địch mạnh của nó đối với những cải cách, lãnh đạo SED ngày càng là bị cô lập giữa các "nước xã hội chủ nghĩa chị em" và rõ ràng là thiếu tính hợp pháp, họ không biết phải làm gì; cuối cùng họ đã từ bỏ việc đi sử dụng vũ lực chống lại các cuộc biểu tình của những người biểu tình đang trở nên lớn hơn và cuối cùng thì ngày 9 tháng 11 năm 1989, họ cho phép mở Bức tường Berlin. Đối với một số thay đổi mỹ phẩm trong giới lãnh đạo đảng và nhà nước, trong khi đi đối thoại với lực lượng đối lập, họ đã cố gắng ở trong vô vọng để đi lấy lại thế chủ chính trị, nhưng sự bất ổn chính trị tiếp tục và sự sụp đổ đã sắp xảy ra của tài chính công ngày càng cung cấp GDR cho Chính phủ Cộng hòa Liên bang (Tây Đức) bởi Thủ tướng Chancellor Helmut Kohl dẫn đầu.
Chính phủ của Bộ trưởng - Chủ tịch Hans Modrow ở vào đầu tháng 12 năm 1989 được đi kiểm soát bởi Bàn Tròn Trung tâm; nó đã được tổ chức phối hợp với hành động khối tự phát xảy ra ở trong nước, sự tan rã hẳn của các tổ chức của Stasi bị buộc tội là gián điệp và đàn áp, và hợp tác dứt khoát trong việc chuẩn bị bầu cử tự do để chọn các thành viên của quốc hội mới. Chiến thắng áp đảo của Liên minh Đức đã mở đường to lớn cho sự tái thống nhất nhanh chóng của hai nước Đức.

## Việc chuyển đổi rất khó khăn và phản tác dụng từ Khối Đông Âu
Cuộc cách mạng hòa bình mang lại phần lớn dân số Đông Đức chống lại chế độ Cộng sản đã luôn bị kích động bởi sự thay đổi cơ bản trong quan hệ các nước vệ tinh với Liên Xô là kết quả của các điều kiện mới được tạo lập ra là bởi ông Mikhail Gorbachev. Khởi đầu cải cách Liên Xô ngụ ý ở chính sách đối ngoại rằng mỗi Tiểu bang của Hiệp ước Warszawa đều có cơ hội lựa chọn những cải cách riêng của mình. Cuộc cách mạng này luôn luôn to lớn vì nó khiến chủ nghĩa tư bản và chủ nghĩa tự do chiến thắng ý thức hệ của chủ nghĩa xã hội và chủ nghĩa cộng sản vốn từng vĩ đại.
Điều hạn chế đó là sự lạc hậu liên tục của phát triển kinh tế-xã hội so với các nước Tư bản công nghiệp và hiện đại; các cơ cấu sản xuất của Đông Âu ngày càng trở nên rất tương thích mạnh mẽ với nhu cầu kinh tế thị trường và toàn cầu hóa, đặc biệt  là các dịch vụ và vi điện tử.
Với tất cả những điều này, phía Liên Xô đã hết cách để duy trì "sự cân bằng khủng bố" vì sự gia cố của cuộc chạy đua vũ trang dưới thời Reagan. "Đội quân khổng lồ, pháo khổng lồ và một ngân sách quốc phòng trong những chia sẻ của tổng ngân sách, cao hơn trong hai lần bên Hoa Kỳ, tất cả điều này không còn có thể đảm bảo sự bình đẳng.Với các chương trình cải cách xã hội và kinh tế của mình, như với các sáng kiến để giải trừ vũ khí của mình, Gorbachev và các cộng sự đã xuất cái kết luận cho tình trạng này.